# 流星 (MUCCの曲)
「流星」（りゅうせい）は、ムックの13枚目のシングル。2006年5月24日発売。発売元はユニバーサルミュージック。

## 概要
- 通常盤・初回限定盤の2種リリース。初回限定盤はDVD付き。
- DVDにはライブ映像を収録。
- PV監督は杉江良・野田智雄。
- テレビ東京系『JAPAN COUNTDOWN』2006年6月度オープニングテーマ。

## 収録曲

### 通常盤
1. 流星 (4:24)
（作詞：逹瑯、作曲：ミヤ、編曲：ミヤ・岡野ハジメ）
  - アルバム版と異なり、最後はフェードアウトで終わる。
2. 僕等の影 (5:38)
（作詞・作曲：逹瑯、編曲：ミヤ）
3. 大嫌い2006 (2:33)
（作詞・作曲・編曲：ミヤ）
  - シングル「負ヲ讃エル謳」に収録された曲を再録したもの。後に『新葬ラ謳』に収録された。

### 初回限定盤
1. 流星 (4:24)
2. 僕等の影 (5:38)

## カバー
流星
- Plastic Tree - 2017年11月22日発売の『TRIBUTE OF MUCC -縁[en]-』に収録。